# Sveatotroiițke, Rozivka
Sveatotroiițke (în ucraineană Святотроїцьке, în germană Eichwald) este un sat în comuna Karla Libknehta din raionul Rozivka, regiunea Zaporijjea, Ucraina. Satul a fost locuit de germanii pontici.  

## Demografie
Componența lingvistică a localității Sveatotroiițke
     Ucraineană (92,74%)
     Rusă (7,26%)
Conform recensământului din 2001, majoritatea populației localității Sveatotroiițke era vorbitoare de ucraineană (92,74%), existând în minoritate și vorbitori de rusă (7,26%).